# Альхімович Дем'ян Петрович
Альхімович Дем'ян Петрович (1 січня 1931) — український фотограф, художник.

## Життєпис
Народився 1 січня 1931 року на Донбасі. У 80-их роках XX століття переїхав до міста Ізюм.
Працював керівником дитячої фотостудії у Палаці культури ім. Кірова. Брав участь у фотовиставках, що проходили у місті Ізюмі та Харкові. Після виходу на пенсію оселився в Осколі.

## Творча діяльність
Початок творчої діяльності в жанрі живопису вважає той час, коли мистецтво чорно-білої фотографії витіснили цифрові кольорові фото. Відчувши деяку відстороненість від творчого процесу, вирішив узятися спочатку за олівець, а потім за пензель.

## Характеристика стилю
Пише аквареллю, гуашшю. Гуаш покриває лаком. Основна тематика робіт — мальовничі оскільські краєвиди. Особливо натхненно пише річку.

## Виставки
Роботи Д. П. Альхімовича неодноразово виставлялися в Ізюмській центральній районній бібліотеці та на Великому Слобожанському ярмарку в Харкові.